# Ensemble Clément Janequin
L'Ensemble Clément Janequin è un gruppo musicale francese di musica antica.

## Il gruppo
Fondato nel 1978 a Parigi da Dominique Visse, il gruppo è specializzato nell'interpretazione di opere del Rinascimento e cantate a cappella di compositori come Clément Janequin, Josquin Des Prés e Orlando di Lasso.

## Componenti
L'ensemble è composto da:
- Dominique Visse, direzione e controtenore
- Bruno Boterf, tenore
- Vincent Bouchot, baritono
- François Fauché, baritono
- Renaud Delaigue, basso
- Eric Bellocq, liuto, chitarrino e organo portativo

## Discografia
- 1982 - Paschal de l'Estocart, Octonaires de la vanité du monde (Harmonia Mundi "Musique d'abord", HMA 1901110)
- 1982 - Les Cris de Paris. Chansons de Janequin et Sermisy (Harmonia Mundi "Musique d'abord", HMA 1951072)
- 1983 - Clément Janequin, Le chant des Oyseaulx (Harmonia Mundi, HMC 901099)
- 1984 - Anthoine de Bertrand, Amours de Ronsard (Harmonia Mundi "Musique d'abord", HMA 1901147)
- 1985 - Fricassée Parisienne. Chansons de la Renaissance française (Harmonia Mundi, HMA 1951174)
- 1985 - Claude Le Jeune, Meslanges. Chansons & Fantaisies de Violes, con l'Ensemble Les Eléments (Harmonia Mundi "Musique d'Abord, HMA 1901182)
- 1986 - Josquin Desprez, Missa Pange lingua, con l'Ensemble Organum (Harmonia Mundi, HMC 901239)
- 1986 - Psaumes du XVIème, con l'Ensemble Les Eléments (Cascavelle, 1001)
- 1987 - Heinrich Schütz, Die sieben Worte Jesu Christi am Kreutz, con Les Saqueboutiers de Toulouse (Harmonia Mundi "Musique d'abord", HMA 1951255)
- 1988 - Clément Janequin, La Chasse et autres chansons (Harmonia Mundi, HMC 901271)
- 1988 - Josquin Desprez, Adieu mes amours. Chansons, con l'Ensemble Les Eléments (Harmonia Mundi "Musique d'abord", HMA 1951279)
- 1989 - Pierre de la Rue, Missa L'homme armé. Requiem (Harmonia Mundi "Musique d'abord", HMA 195 1296)
- 1991 - Les Plaisirs du Palais. Chansons à beire de la Renaissance (Harmonia Mundi, HMC 901729)
- 1991 - Orlando di Lasso, Chansons & Morescas (Harmonia Mundi "Musique d'abord", HMA 1951391)
- 1992 - Adriano Banchieri, Barca di Venetia per Padova (Harmonia Mundi, HMC 901281)
- 1993 - Orazio Vecchi, L'Amfiparnaso (Harmonia Mundi "Musique d'abord", HMA 1951461)
- 1993 - Chansons sur des poèmes de Ronsard (Harmonia Mundi "Musique d'abord", HMA 1951491)
- 1994 - Une Fête chez Rabelais. Chansons et pièces instrumentales (Harmonia Mundi, HMX 2981453)
- 1995 - Clément Janequin, Messes: La Bataille - L'Aveuglé Dieu (Harmonia Mundi "Musique d'abord", HMA 1901536)
- 1996 - Claude Le Jeune, Missa Ad Placitum - Magnificat (Harmonia Mundi, HMC 901607)
- 1997 - Canciones y Ensaladas. Chansons et pièces instrumentales du Siècle d'Or (Harmonia Mundi, HMC 901627)
- 1998 - Psaumes et Chansons de la Réforme (Harmonia Mundi, HMC 901672)
- 2003 - Antoine Brumel, Missa "Et ecce terrae motus", con Les Sacquboutiers de Toulouse (Harmonia Mundi, HMC 901738)
- 2004 - Claudin de Sermisy, Leçons de Ténèbres (Harmonia Mundi, HMX 2901131)
- 2005 - Autant en emporte le vent, Claude Le Jeune: Chansons (Harmonia Mundi, HMC 90 1863)
- 2010 - Rabelais. Fay ce que vouldras (Kelys / Flora)

### Raccolte
- 1996 - Chansons de la Renaissance. Harmonia Mundi 290838.40 (3 CDs).  Cofanetto di 3 CD che comprende Janequin: Le Chant des Oiseaulx, Josquin: Adieu mes amours - Chansons e Un Fête chez Rabelais.
- 1997 - Comédies Madrigalesques. Harmonia Mundi 90856.85 (3 CDs). Cofanetto di 3 CD che comprende Vecchi: L'Amfiparnaso, Banchieri: Barca di Venetia per Padova e Lassus: Chansons & Moresche.